# Ferdinand Karsch
Ferdinand Anton Franz Karsch nebo Karsch-Haack (2. září 1853 Münster – 20. prosince 1936 Berlín) byl německý arachnolog, entomolog a sexuolog.
Jako syn doktora entomologie Antona Karsche studoval F. Karsch na Univerzitě Fridricha Viléma (nyní Humboldtova univerzita) v Berlíně a v roce 1877 publikoval diplomovou práci o žlabatkách. Od roku 1878 do roku 1921 vykonával funkci zoologického kurátora v Museum für Naturkunde v Berlíně. V roce 1881 se habilitoval v oboru entomologie. Mezi lety 1873 a 1893 vydával katalog pavouků Vestfálska. Podílel se na vydávání časopisů Berliner Entomologische Nachrichten a Entomologischen Zeitschrift. Publikoval také řadu článků o druzích, které muzeum získalo od různých objevitelů a přírodovědců působících v Africe, v Číně, v Japonsku, v Austrálii atd. Publikování výsledků práce ostatních vedlo někdy k sporům o prioritu a nomenklaturu, například s Frederickem Pickardem-Cambridgem.
Vedle svých zoologických aktivit publikoval řadu prací o sexualitě a zejména o homosexualitě jak v živočišné říši, tak i u takzvaných "primitivních" národů. Bylo to zejména Das Leben der gleichgeschlechtliche Kulturvölker - Ostasiaten: Chinesen, Japanese, Korea v roce 1906 o homosexualitě ve východních společnostech, v roce 1911 Das Leben der gleichgeschlechtliche Naturvölker o homosexualitě v Africe a v domorodých společnostech Asie, Austrálie a Ameriky a v roce 1926 Erotische Grossstadtbilder als Kulturphänomene. Karsch se v pozdější fázi života otevřeně přihlásil k homosexualitě. Vzestup Hitlera k moci a nacistické potlačování homosexuality vedly k dočasnému úpadku jeho reputace.